# دهغاه (مقاطعة فراشبند)
دهغاه (بالفارسية: دهگاه) هي قرية تقع في قسم دهرم الريفي في إيران. يقدر عدد سكانها بـ 192 نسمة بحسب إحصاء 2016.